# Йохан Лудвиг Адолф (Вид-Рункел)
Йохан Лудвиг Адолф фон Вид-Рункел (на немски: Johann Ludwig Adolf zu Wied-Runkel; * 30 май 1705; † 18 май 1762) е граф на Вид-Рункел (1706 – 1762).

## Произход и наследство
Той е син на граф Максимилиан Хайнрих фон Вид-Рункел-Дирдорф (1681 – 1706) и съпругата му София Флорентина фон Липе-Детмолд (1683 – 1758), дъщеря на граф Симон Хайнрих фон Липе-Детмолд (1649 – 1697) и Амалия фон Дона (1645 – 1700). Брат му Карл Вилхелм Александер Емил (* 19 юни 1706; † 30 ноември 1771) е приор в Ландсхут.
Баща му е убит при дуел на 25 години на 19 декември 1706 г. в Щутгарт. Йохан Лудвиг Адолф го наследява в горното графство Вид-Рункел.
Йохан Лудвиг Адолф фон Вид умира на 18 май 1762 г. на 56 години.

## Фамилия
Първи брак: на 14 август 1726 г. в Аурих с графиня Кристиана Луиза от Източна Фризия (* 1 февруари 1710; † 12 май 1732), наследнчка на Крихинген, Ролинген и други, дъщеря на генерал граф Фридрих Улрих от Източна Фризия (1667 – 1710) и Мария Шарлота от Източна Фризия (1689 – 1761). Те имат децата:
- Карл Лудвиг (* 21 февруари 1728; † 31 август 1752)
- София Хенриета Амалия (* 22 февруари 1731; † 24 февруари 1799), омъжена на 29 май 1752 г. в Дирдорф за граф Леополд Фердинанд фон Шверин (* 22 декември 1716, Берлин; † 18 ноември 1757, Берлин)
- Христиан Лудвиг фон Вид-Рункел (* 2 май 1732; † 31 октомври 1791), 1. княз на Вид-Рункел, женен на 23 юни 1762 г. за графиня Шарлота Амалия София Августа фон Сайн-Витгенщайн (* 10 юли 1741; † 4 януари 1803), дъщеря на граф Лудвиг Александер фон Сайн-Витгенщайн
- Христиан Лудвиг (* 2 май 1732; † 31 октомври 1791), княз на Вид, граф на Рункел

Втори брак: на 17 януари 1733 г. с Амалия Луиза фон Сайн-Витгенщайн-Сайн (* 3 юли 1702; † 17 декември 1737), дъщеря на граф Карл Лудвиг Албрехт фон Сайн-Витгенщайн-Ноймаген (1661 – 1725) и Шарлота фон Сайн-Витгенщайн-Хоенщайн (1661 – 1725). Те имат децата:
- Максимилиан Лудвиг (* 25 март 1734; † 12 януари 1771), граф
- Франц Лудвиг (* 7 март 1735; † 15 декември 1791), граф
- Луиза (* 10/16 октомври 1736; † сл. 1753), омъжена на 1 септември 1769 г. за Йохан Готхард Хер († сл. 1769)
- Фридерика Луиза (* 13 декември 1737; † 14 декември 1737)